# Villa Rychenberg

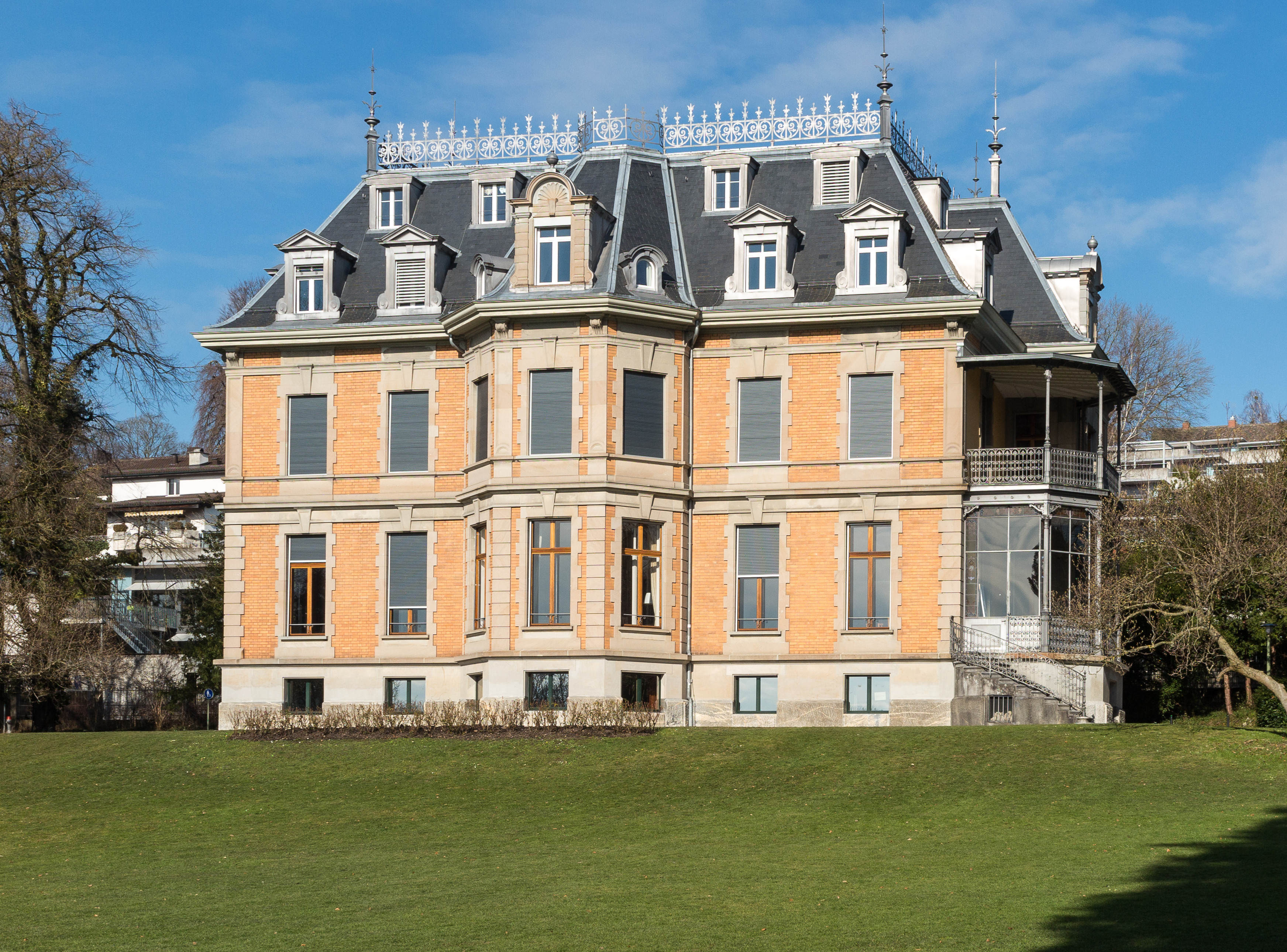
Die Villa Rychenberg

Die Villa Rychenberg an der Rychenbergstrasse 94 in Winterthur dient heute der Musikschule des Konservatoriums Winterthur als Unterrichtsgebäude. Sie ist als B-Objekt denkmalgeschützt.

## Geschichte

Theodor und Lilly Reinhart-Volkart im Salon der Villa Rychenberg

Die Villa wurde von 1887 bis 1888 für Theodor Reinhart erbaut, der sie mit seiner Frau Lilly bewohnte. Der Architekt war Ernst Georg Jung, mit dem der Bauherr über das Musikkollegium und den Kunstverein verbunden war.
Im Jahr 1900 liessen Theodor und Lilly Reinhart-Volkart für ihre Kinder eine fotografische Dokumentation über ihr Haus mit dem Titel «Mein Vaterhaus» anfertigen.
Nach dem Tod ihres Vaters bewohnten die beiden Brüder Hans und Werner Reinhart ab 1919 die Villa. Ab 1926 bewohnte sie nur noch Werner Reinhart. Wie schon sein Vater war auch er ein wichtiger Mäzen, welcher – als Mitgründer der Internationalen Gesellschaft für Neue Musik – bis zu seinem Tod 1951 ein Förderer von Neuer Musik war. Dank Werner Reinhart galt die Villa Rychenberg über 30 Jahre lang als ein Zentrum der zeitgenössischen Musik.
Mit dem Tod von Werner Reinhart ging das Haus an die von ihm 1949 gegründete Rychenberg-Stiftung über.

## Bauwerk
Die Villa Rychenberg ist eine der wenigen streng symmetrischen Villen von Ernst Jung und im Stil des Historismus an den französischen Renaissance-Schlossbau angelehnt.
Der rechteckige Bau umfasst ein Kellergeschoss, ein hohes Erdgeschoss und ein Obergeschoss sowie ein Dachgeschoss. Das zweistöckige, schiefergedeckte Walmdach ist mit Lukarnen versehen.
Die Hauptfassade ist nach Süden ausgerichtet; sie wird von einem breiten, trapezförmigen Mittelrisalit dominiert. Die Nordfassade ist die Strassenfassade und beinhaltet den Haupteingang, welcher im Inneren als Vestibül ausgeführt ist. Die zweistöckige Veranda ist in die Südostecke eingepasst.